# ウィムス・オブ・チェンバース
ウィムス・オブ・チェンバース（Whims of Chambers）はマイルス・デイビス率いた初代の偉大なクインテットによる「マラソン・セッション」と呼ばれる一連の作品や、ジョン・コルトレーンの「ジャイアント・ステップス」、「ブルー・トレイン」、ウェス・モンゴメリーの「フルハウス」等、ジャズ史に名を残す偉大な作品の卓越した演奏に貢献したベース奏者、ポール・チェンバースのソロ作品

## 参加メンバー
- ポールチェンバーズ - ベース
- ドナルドバード - トランペット
- ジョン・コルトレーン - テナーサックス
- ケニー・バレル - ギター
- ホレスシルバー - ピアノ
- フィリー・ジョー・ジョーンズ - ドラム